# Glukuronidaza
Glukuronidaza (EC 3.2.1.31, beta-glukuronid glukuronahidrolazna glukuronidaza, ekso-beta-D-glukuronidaza, ketodaza) je enzim sa sistematskim imenom beta-D-glukuronazid glukuronazohidrolaza. Ovaj enzim katalizuje sledeću hemijsku reakciju
beta--glukuronazid + H2O {\displaystyle \rightleftharpoons } D-glukuronat + alkohol

## Spoljašnje veze
- Beta-glucuronidase на 